# Ackton
Ackton är en by i civil parish Featherstone, i distriktet Wakefield, i grevskapet West Yorkshire, i England. Byn är belägen 5 km från Pontefract. Ackton var en civil parish 1866–1938 när blev den en del av Ackton and Snydale. Civil parish hade 961 invånare år 1931. Byn nämndes i Domedagsboken (Domesday Book) år 1086, och kallades då Aitone/Attone.